# Euglossa bidentata
Euglossa bidentata är en biart som beskrevs av Robert Louis Dressler 1982. Euglossa bidentata ingår i släktet Euglossa, tribus orkidébin, och familjen långtungebin. Inga underarter finns listade.

## Utseende
En medelstor art med en kroppslängd på nära 12 mm hos hanen. Han har mörkblå munsköld, elfenbensvita markeringar i ansiktet, mandibler med två taggar (=tänder; därav artnamnet bidentata – tvåtandad), blågrön till mörkblå mellankropp, tergit (ovansidans bakkroppssegment) 1 till 4 mörkt purpurblåa, tergit 5 klart brunröd samt tergit 6 till 7 gyllenbruna. Honans utseende är okänt.

## Ekologi
Som alla orkidébin attraheras hanarna av luktande ämnen, främst hos orkidéer, och är därför lätta att fånga med syntetiska dofter. Denna arts hanar attraheras främst av eugenol, skatol och vanillin. Detta förklarar att det ofta bara är hanarna som beskrivs.

## Utbredning
Arten förekommer i norra Sydamerika söderut till Peru och norra Brasilien